# Pgrep

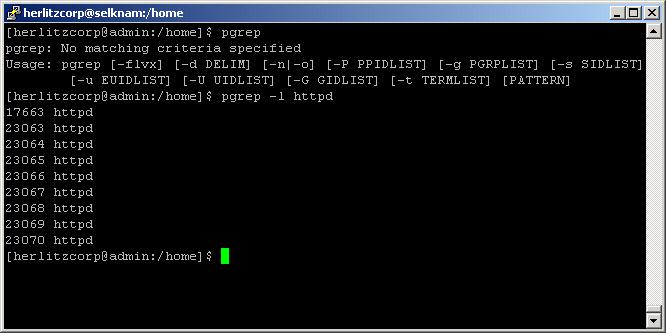
Ejemplo comando pgrep.

pgrep es una utilidad de la línea de comandos escrita originalmente para ser usada con el sistema operativo Solaris 7. Desde entonces se ha reimplementado para Linux y OpenBSD. Usualmente, pgrep toma una expresión regular de la línea de comandos y devuelve el ID de los procesos cuyo nombre coincida con la expresión regular. Hay varios argumentos que se pueden usar con grep para modificar el comportamiento por defecto. Otras utilidades relacionadas son pidof y ps.
Su nombre deriva de los comandos ps y grep. 

## Sintaxis
```
$
 
pgrep
 
[
opciones
]
 
[
expresión
 
regular
]
 
[
archivo
]
''
'

```

## Ejemplos
Por defecto devuelve el ID del proceso:
pgrep nombre_del_proceso
Esto es equivalente al siguiente comando:
ps ax | grep nombre_del_proceso | grep -v grep | awk '{print $1}'
Así, pgrep es una simplificación de ese comando más complejo.
- Mostrar todos los procesos (en formato largo, ID y nombre) que pertenezcan al grupo otros:

pgrep -l -G otros
- Mostrar todos los procesos que no pertenezcan al usuario root:

pgrep -v -u root